# Mikio Manaka
Mikio Manaka (眞中 幹夫 Manaka Mikio?), född 22 maj 1969 i Ibaraki prefektur, är en japansk före detta fotbollsspelare.
Manaka började sin karriär 1992 i JEF United Ichihara. 1997 flyttade han till Brummell Sendai. Efter Brummell Sendai spelade han för Omiya Ardija och Yokohama FC. Han avslutade karriären 2004.